# Gromowicze
Gromowicze (biał. Громавічы, ros. Громовичи) – wieś na Białorusi, w obwodzie mińskim, w rejonie mołodeckim, w sielsowiecie Markowo.

## Historia
W czasach zaborów folwark rządowy w powiecie oszmiańskim, w granicach Imperium Rosyjskiego. W 1866 roku liczył 14 mieszkańców w 2 domach.
W latach 1921–1945 wieś leżała w Polsce w województwie wileńskim, w powiecie oszmiańskim (od 1927 roku w powiecie mołodeckim), w gminie Bienica.
W 1931 w 10 domach zamieszkiwały 63 osoby.
Wierni należeli do parafii rzymskokatolickiej w Bienicy i prawosławnej w Markowie. Miejscowość podlegała pod Sąd Grodzki w Mołodecznie i Okręgowy w Wilnie; właściwy urząd pocztowy mieścił się w Lebiedziewie.
W wyniku napaści ZSRR na Polskę we wrześniu 1939 miejscowość znalazła się pod okupacją sowiecką. 2 listopada została włączona do Białoruskiej SRR. Od czerwca 1941 roku pod okupacją niemiecką. W 1944 miejscowość została ponownie zajęta przez wojska sowieckie i włączona do Białoruskiej SRR.
Od 1991 w składzie niepodległej Białorusi.

## Przynależność państwowa i administracyjna
- ? – 1917  Imperium Rosyjskie, gubernia wileńska, powiat oszmiański
- 1917–1919  Rosyjska FSRR
- 1919–1920  Polska, Zarząd Cywilny Ziem Wschodnich, okręg wileński
- 1920  Rosyjska FSRR
- 1920–1922  Litwa Środkowa, powiat oszmiański
- 1922–1945[a]  Polska
  - województwo:
    - Ziemia Wileńska (1922–1926)
    - wileńskie (od 1926)

  - powiat:
    - oszmiański (1920–1927)
    - mołodecki (od 1927)

  - gmina Bienica
- 1945–1991  ZSRR, Białoruska SRR
- od 1991  Białoruś